# Angélico Sândalo Bernardino
Angélico Sândalo Bernardino (Saltinho, 19 de janeiro de 1933 – São Paulo, 15 de abril de 2025) foi um bispo católico brasileiro. Foi bispo auxiliar da arquidiocese de São Paulo e bispo emérito de Blumenau.

## Origens e formação
Filho de Duilio Bernardino e Catarina Sândalo, ambos filhos de imigrantes italianos, Dom Angélico nasceu no então distrito de Saltinho, no município de Piracicaba.
Estudou Filosofia no Seminário Central do Ipiranga, em São Paulo, e Teologia no Seminário Maior Nossa Senhora da Conceição, em Viamão. Em Ribeirão Preto cursou a faculdade de Jornalismo. Foi ordenado sacerdote aos 12 de julho de 1959. Foi diretor espiritual do Seminário Arquidiocesano em Brodowski, de 1961 a 1962; coordenador de pastoral; diretor do jornal Diário de Notícias; Assistente Eclesiástico do Movimento Familiar Cristão, das Equipes de Nossa Senhora e dos Cursilhos de Cristandade.
Angélico Sândalo, em 1969, foi alvo de primeira perseguição política; quiseram prendê-lo por suposta ligação com a luta armada; todavia a Igreja saiu em defesa do padre, e a Justiça Militar arquivou o caso por falta de provas.

## Episcopado

### Arquidiocese de São Paulo
Foi nomeado bispo-auxiliar de São Paulo pelo Papa Paulo VI, em 12 de dezembro de 1974, com a sede titular de Tambeae. Recebeu a ordenação episcopal no dia litúrgico da Conversão do Apóstolo São Paulo, dia 25 de janeiro de 1975, pelo Cardeal Dom Paulo Evaristo Arns.
Na Arquidiocese de São Paulo teve atuação marcante em favor da população menos favorecida, sendo bispo responsável pela Pastoral Operária. Foi Vigário Episcopal das Regiões Episcopais em São Miguel Paulista, (a referida região foi desmembrada da Arquidiocese de São Paulo e se constitui na atual Diocese de São Miguel Paulista) e das Regiões Episcopais de Belém e Brasilândia.
Tornou-se um dos principais representantes do setor progressista da Igreja durante a ditadura militar e no período de redemocratização. Solidário aos movimentos sociais, engajou-se na luta por moradia e saúde na Zona Leste e foi coordenador da Pastoral Operária.
Durante um encontro católico em Barueri, Em 1976, ele foi vigiado pelo Regime Militar, em tal encontro Angélico acusou a repressão de usar “métodos bárbaros” para “arrancar confissões”. Em 1978 foi investigado por suspeitas de financiar “As Aventuras de Zé Marmita”, gibi distribuído na periferia de São Paulo e que narrava a rotina nas fábricas e incentivava os trabalhadores a lutarem por melhores condições de vida. Fez duras criticas e acusações quando o operário Manoel Fiel Filho foi morto nas instalações do DOI-CODI, órgão este que ele qualificou como sendo uma “casa de horrores”.
Em 1977, quando um trem se chocou com um ônibus e matou 22 pessoas, ele ameaçou suspender a missa de domingo e se sentar nos trilhos para exigir cancelas de segurança. A RFFSA, que anteriormente não se esforçava em resolver o problema, teve que agilizas seus funcionários para instalar as tais barreiras.
Dom Angélico apoiou os movimentos em torno das Greves do ABC, acabando por aproximar-se de líderanças sindicais, entre os quais o futuro Presidente do Brasil Lula.
Foi responsável pela Cáritas no regional Sul-1 da Conferência Nacional dos Bispos do Brasil; diretor do Jornal O São Paulo. Em 1992 participou da Quarta Conferência Geral do Episcopado Latino-Americano, em Santo Domingo. Em 1999 foi delegado eleito na Assembleia Especial do Sínodo dos Bispos para América que ocorreu em Roma. De 1995 a 2002 foi membro da Comissão Episcopal de Pastoral-Setor Vocações e Ministérios da CNBB, período em que ocorreu o Ano Nacional das Vocações.

### Diocese de Blumenau

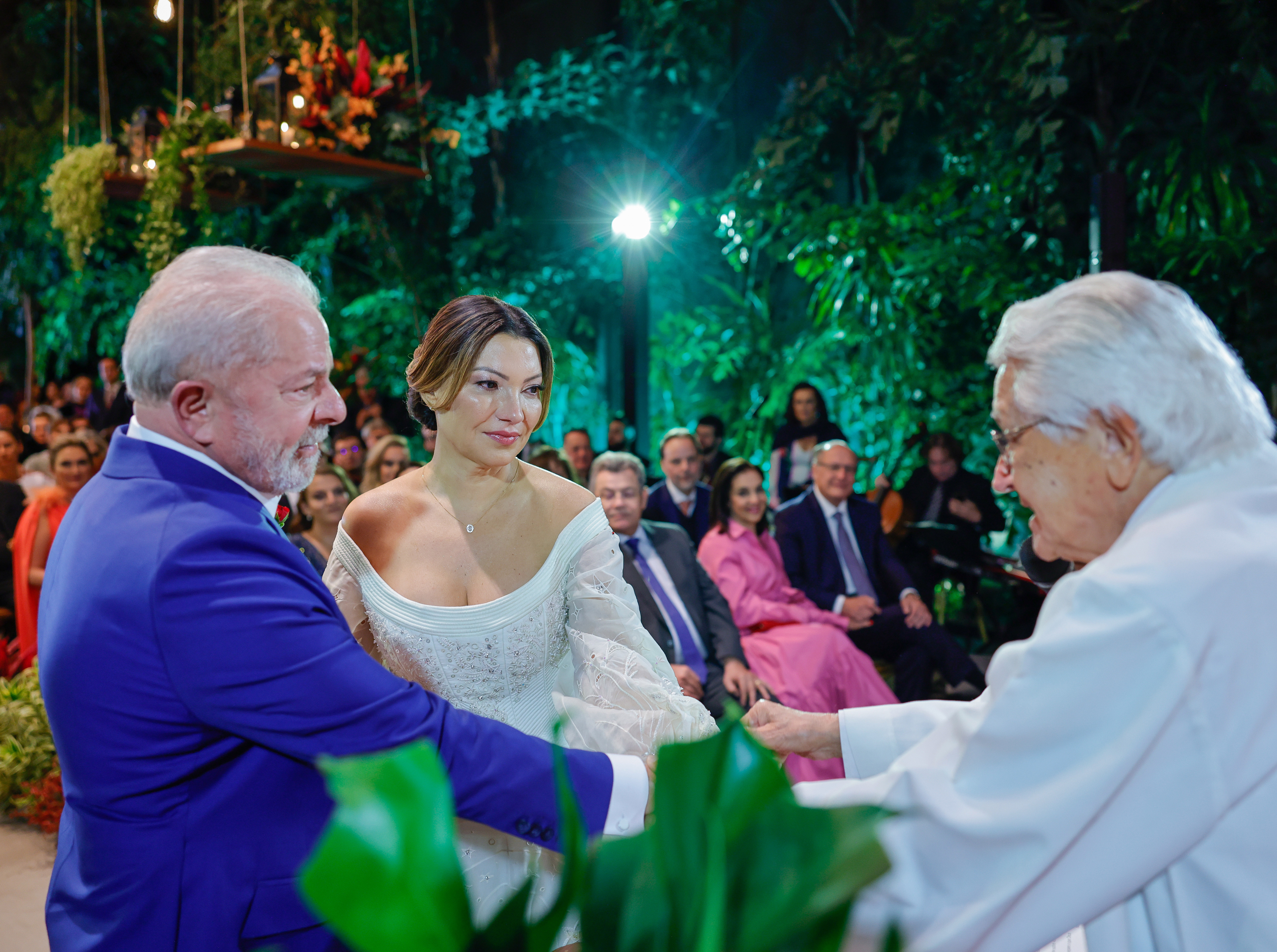
Sândalo Bernardino celebrando o casamento entre Janja e Lula

Foi nomeado pelo Papa João Paulo II, aos 19 de abril de 2000, para ser o primeiro bispo da nova Diocese de Blumenau. Tomou posse em Blumenau no dia 24 de junho de 2000. No período em que esteve em Santa Catarina foi presidente do regional Sul-4 da CNBB; delegado eleito na Conferência de Aparecida.
Em 18 de fevereiro de 2009 teve a sua renúncia aceita por limite de idade, pelo Papa Bento XVI, no governo da Diocese de Blumenau, tornando-se então bispo emérito dessa diocese. Foi presidente da subcomissão para os bispos eméritos da CNBB.
Após a aposentadoria, passou a residir no Jardim Primavera, zona norte de São Paulo.
Em 7 de abril de 2018, atendeu a um pedido do ex-presidente da república Luiz Inácio Lula da Silva para celebrar uma missa em homenagem à ex-primeira-dama Marisa Letícia Lula da Silva na sede do Sindicato dos Metalúrgicos do ABC. Dom Angélico também celebrou em 2022 o casamento de Lula com Rosângela Lula da Silva.
Desde o fim de 2024, enfrentava problemas de saúde e passou por procedimentos cirúrgicos, vindo a morrer em casa, na cidade de São Paulo, em 15 de abril de 2025.

## Obras selecionadas
- Concílio da primavera na Igreja[13]

## Ordenações episcopais
Dom Angélico foi consagrante na ordenação episcopal de três bispos:
- Dom Geraldo Majella Agnelo (1978)
- Dom João Bergese (1981)
- Dom Leonardo Ulrich Steiner, O.F.M. (2005)